# Marine Szostak
Marine Szostak (* 2. Januar 2002) ist eine französische Tennisspielerin.

## Karriere
Szostak bevorzugt Hartplätze und spielt bislang vorrangig Turniere der ITF Women’s World Tennis Tour, auf der sie bislang zwei Titel im Doppel gewann.
2022 trat sie zusammen mit ihrer Partnerin Thanh Lan Truong im Damendoppel der Engie Open Andrézieux-Bouthéon 42 an, wo sie in der ersten Runde gegen Linda Fruhvirtová und Rebecca Šramková mit 2:6 und 2:6 verloren. Im Februar verlor sie zusammen mit ihrer Partnerin Flavie Brugnone ebenfalls bereits in der ersten Runde der Engie Open de l’Isère gegen Aubane Droguet und Margaux Rouvroy mit 4:6 und 4:6. Auch bei den ITF Féminin Le Neubourg im September verlor sie mit Partnerin Alice Tubello bereits in der ersten Runde des Damendoppels gegen Audrey Albié und Magali Kempen mit 7:63, 4:6 und [2:10]. Im Dezember gelang ihr dann der erste Titelgewinn im Damendoppel in Valencia.
2023 verlor sie in der ersten Runde des Damendoppels bei den Open Andrézieux-Bouthéon 42 mit Partnerin Alice Tubello gegen Chloé Noël und Tiantsoa Sarah Rakotomanga Rajaonah mit 3:6 und 2:6. Bei den Bellinzona Ladies Open rutschte sie als Lucky Loser ins Hauptfeld des Dameneinzels und unterlag in der ersten Runde Nadine Keller mit 3:6 und 6:77.

### Doppel
| Nr. | Datum            | Turnier                 | Kategorie | Belag     | Partnerin         | Finalgegnerinnen                         | Ergebnis         |
| --- | ---------------- | ----------------------- | --------- | --------- | ----------------- | ---------------------------------------- | ---------------- |
| 1.  | 3. Dezember 2022 | Valencia                | ITF W15   | Sand      | Darja Semeņistaja | Lucía Cortez Llorca Claudia Hoste Ferrer | ohne Spiel       |
| 2.  | 22. Juli 2023    | Les Contamines-Montjoie | ITF W15   | Hartplatz | Astrid Cirotte    | Celine Simunyu Katerina Tsygourova       | 6:3, 3:6, [10:7] |